# Homenaje a la Etnia Tayrona
El Homenaje a la Etnia Tayrona, o Monumento a la Deidad Tayrona, es una escultura localizada en una glorieta en la intersección de la carrera 1 con calle 22, en la ciudad de Santa Marta (Magdalena, Colombia) en un extremo del Paseo Bastidas, (carrera 1) y de la Alcaldía Municipal (calle 22).
El monumento representa a dos indígenas tayrona, una mujer sentada, y un hombre parado, los dos mirando en dirección a la Sierra Nevada de Santa Marta, y posicionados con el mar a sus espaldas. La base del monumento es de forma circular con varios símbolos tayrona y al igual que las estatuas es hecha en fibra de vidrio. Durante la noche, la estatua está iluminada por 4 luces artificiales también colocadas sobre la base del monumento.
El Homenaje a la Etnia Tayrona, es una obra por el maestro Héctor Lombana, y fue donada en 1993 a la ciudad de Santa Marta, como homenaje a la cultura y a los indígenas del área.